# Eleccions al Landtag de Baviera de 1982
Les eleccions al Landtag de Baviera de 1982 van ser guanyades novament per la Unió Social Cristiana de Baviera (CSU) amb majoria absoluta. La SPD es manté. La FDP perd la seva representació i es presenten per primer cop Els Verds
| Partit            | Percentatge | Escons |
| ----------------- | ----------- | ------ |
| CSU               | 58,7        | 133    |
| SPD               | 31,4        | 71     |
| Els Verds         | 0,5         | -      |
| FPD               | 3,6         | -      |
| NPD               | 0,5         | -      |
| Partit de Baviera | 0,5         | -      |